# Minazi
Minazi ist einer von 19 Sektoren des Distrikts Gakenke in der Nordprovinz von Ruanda.

## Geographie
Der Sektor hat eine Fläche von 47,2 km² und liegt auf einer Höhe von etwa 2100 m. Er unterteilt sich in die vier Zellen Gasiho, Munyana, Murambi und Raba. Die Südgrenze zur Südprovinz und darin zum Sektor Rongi des Distrikts Muhanga bildet der Fluss Nyabarongo. In diesen mündet von Norden kommend der Base, der die Westgrenze zum Nachbarsektor Mataba bildet. Ein weiterer Zufluss ist der Baramba, der wiederum die Ostgrenze Minazis zum benachbarten Sektor Coko bildet. Weitere Nachbarsektoren sind im Norden Gakenke und im Nordosten Rushashi.

## Bevölkerung
Nach Stand der Volkszählung von 2022 liegt die Einwohnerzahl bei 14.193. Zehn Jahre zuvor waren es 13.527, was einem jährlichen Bevölkerungszuwachs von 0,5 Prozent zwischen 2012 und 2022 entspricht.

## Verkehr
Den äußersten Norden des Sektors quert eine District Road, die jedoch Stand 2022 nicht asphaltiert ist.

## Gesundheitswesen
Im Sektor befindet sich das Minazi Health Center.